# Bucznik (Pasmo Radziejowej)
Bucznik (870 m) – niewybitny szczyt w Paśmie Radziejowej w Beskidzie Sądeckim. Znajduje się w bocznej odnodze tego pasma, która odgałęzia się od Rokity (898 m) i biegnie w północnym kierunku oddzielając dolinę Obidzkiego Potoku (po zachodniej stronie) od doliny Majdańskiego Potoku (po wschodniej stronie). Administracyjnie są to tereny miejscowości Obidza w województwie małopolskim, w powiecie nowosądeckim, w gminie Łącko.
Bucznik jest porośnięty mieszanym lasem, ale na grzbiecie powyżej i poniżej znajdują się polany z przysiółkami miejscowości Obidza; poniżej Bucznika Bielowa, powyżej Bukowina. Zachodnimi stokami Bucznika prowadzi gminny szlak turystyczny.

## Szlak turystyczny
Obidza-Zarębki PKS – Bucznik – Rokita – Kuba – Przysłop. Czas przejścia 1:45 h.

## Schronisko
Przy szlaku, od wschodniej strony szczytu działa całoroczne schronisko prywatne na 24 miejsca noclegowe. Pokoje 7,6,5,4,2 osobowe. Do dyspozycji jest też kuchnia i jadalnia. Schronisko prowadzi także zorganizowane pobyty w systemie zielonych szkół.

Schronisko prywatne „Chata na Bucniku”